# Detershagen (Burg)

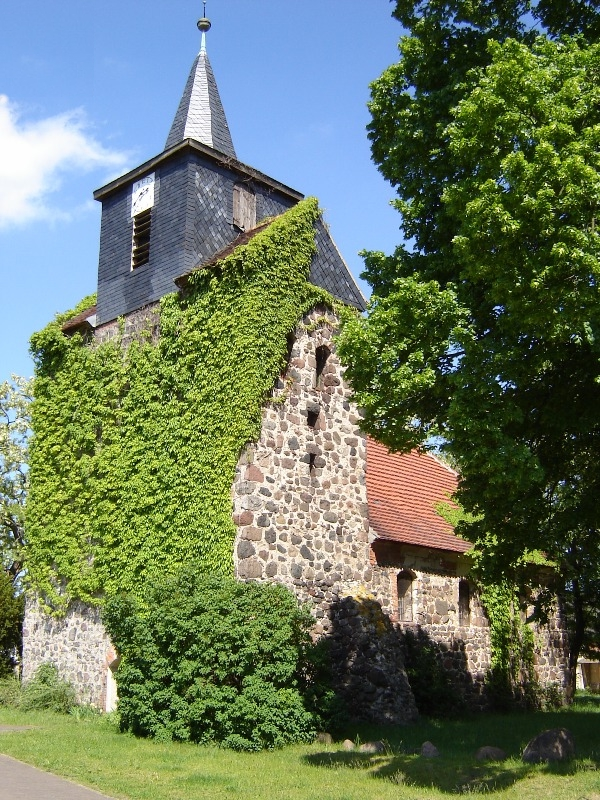
Evang.-lutherse kerk

Detershagen is een plaats en voormalige gemeente in de Duitse deelstaat Saksen-Anhalt, en maakt sinds 1 december 2002 deel uit van de gemeente Stadt Burg (Burg (bij Maagdenburg) in de Landkreis Jerichower Land.
Het dorp ligt 4 km ten zuidwesten van de Stadt Burg. De Bundesstraße 1 loopt er op één kilometer aan de oostkant langs. Het dorp grenst in het zuiden aan Schermen (Saksen-Anhalt), gemeente Möser; daar takt de B1 aan op de Autobahn A 2 (afrit 73).
Detershagen bezit een grotendeels nog middeleeuwse, maar verscheidene keren ingrijpend verbouwde, dorpskerk.
Zie verder: Burg (bij Maagdenburg).